# Rebecca Bardoux
Pour les articles homonymes, voir Bardoux.
Rebecca Bardoux (née le 18 août 1963 à Érié en Pennsylvanie) est une actrice pornographique américaine. Elle entre au AVN Hall of Fame en 2007.

## Filmographie
- Grease XXX: A Parody (2013)
- Lesbian Stepmother (2013)
- Cytherea Is a Lesbian Squirt Machine (2012)
- Facial Overload 2: MILF Edition (2012)
- Seduced by Mommy 5 (2012)
- Masturbation Nation 11 (2011) (V)
- MILFBusters (2011) (V)
- Mother-Daughter Exchange Club 20 (2011) (V)
- Mother-Daughter Exchange Club 18 (2011) (V)
- Mother-Daughter Exchange Club 17 (2010) (V)
- Fuck My Mom & Me 14 (2010) (V)
- Say Hi to Your Mother for Me (2010) (V)
- Seasoned Players 14 (2010) (V)
- MILF Fever 5 (2006) (V)
- Milf Seeker Vol. 4 (2005) (V)
- Older, Bolder, Better 3 (2005) (V)
- Fantastic 40's and Anal 2 (2004) (V)
- Forty and Furry (2004) (V)
- M.I.L.F. Cruiser 2 (2004) (V)
- M.i.l.f.t. 2 (2004) (V)
- Room for Rent (2004) (V)
- School of Porn (2004) (V)
- The Assignment (2003) (V)
- Big Boob Lesbian Cops 2 (2003) (V)
- Glazed and Confused (2003) (V)
- Any Dorm in a Storm (2003) (V)
- Barbara Broadcast Too! (2003) (V)
- Big Tit Prison (2003) (V)
- Don't Tell Mommy 3 (2003) (V)
- Don't Tell Mommy 4 (2003) (V)
- Hooter Nation (2003) (V)
- Loose Morals 2 (2003) (V)
- M.I.L.T.F. 4 (2003) (V)
- Naughty Little Nymphos 12 (2003) (V)
- Older and Lesbian 3 (2003) (V)
- Older Women & Younger Women 4 (2003) (V)
- Squirting Adventures of Dr. G 3 (2003) (V)
- Swirl (2003) (V) .... Mère
- Teacher's Pet 7 (2003) (V)
- The Negro in Mrs. Jones 5 (2003) (V)
- The Violation of Jessica Darlin (2003) (V)
- Video Dames (2003) (V)
- Heart Breaker (2002) (V)
- Older and Anal 14 (2002) (V)
- Blowjob Adventures of Dr. Fellatio 41 (2001) (V)
- Hot Rod Chicks (2000) (V)
- House of Decadence (1999) (V)
- Lusty Busty Dolls (1999) (V)
- Pussyman 17: Enough for Everybody (1998) (V)
- Dirty Bob's Xcellent Adventures 29 (1997) (V)
- Klimaxx (1997) (V)
- Pocahotass 4 (1997) (V)
- Pussyman 16: Girls Who Gush (1997) (V)
- Sodomania: Slop Shots 1 (1997) (V)
- Extreme Sex 4: The Experiment (1996) (V)
- Buck Fucking Adams (1996)
- Butt Hunt 15 (1996) (V)
- Deep Inside Juli Ashton (1996) (V)
- Then and Now #20 (1996) (V)
- The Butt Detective (1995) (V)
- Takin' It to the Limit 2 (1995) (V)
- Dun-Hur (1995) (V)
- Talking Blue (1995) Série TV
- Extreme Sex: The Club (1995) (V)
- Anal Adventures of Bruce Seven (1995) (V)
- Ass Openers 3 (1995) (V)
- Bad Girls 5: Maximum Babes (1995) (V)
- Beaver & Buttface (1995) (V)
- Bustin' Out My Best Anal (1995) (V)
- Cheating Hearts (1995) (V)
- Cumming of Ass (1995) (V)
- Exposure (1995) (V)
- Firm Offer (1995) (V)
- Generation X (1995) (V)
- Hotel California (1995) (V)
- Hotel Sodom 8 (1995) (V)
- Lessons in Love (1995/I) (V)
- Peter Pops! (1995) (V)
- Pussyman 11: Prime Cuts (1995) (V)
- Rebel Cheerleaders (1995) (V)
- Ring of Desire (1995) (V)
- The Girls of Bel Air (1995) (V)
- Above the Knee (1994) (V)
- Anal Mystique (1994) (V)
- Badd Girls (1994) (V)
- Bare Ass Beach (1994) (V)
- Big Knockers 3 (1994) (V)
- Big Knockers 4 (1994) (V)
- Blonde Justice #3 (1994) (V)
- Body of Innocence (1994) (V)
- Boiling Point (1994) (V)
- Bustin' Out My Best! (1994) (V)
- Erotika (1994) (V) .... Lorna
- Flesh for Fantasy (1994) (V)
- Ghosts (1994) (V)
- Junkyard Dykes (1994) (V)
- Pajama Party X 2 (1994) (V)
- Pajama Party X 3 (1994) (V)
- Pornomania 1 (1994) (V)
- Pussyman 5: Captive Audience (1994) (V)
- Pussyman 6: House of Games (1994) (V)
- Rainbird (1994) (V)
- Seymore Butts Goes Deep Inside Shane (1994) (V)
- Tempted (1994) (V) .... Sondra
- The Breast Files (1994) (V)
- The Butt Sisters Do Detroit (1994) (V)
- The Corruption of Christina (1994) (V)
- The Spa (1994) (V) .... Rachel
- Wedding Vows (1994) (V)
- Adult Video Nudes (1993) (V)
- A Few Good Rears (1993) (V)
- All the Girls Are Buttslammers (1993) (V)
- Always (1993) (V) .... Valerie
- Anal Distraction (1993) (V)
- Anal Extasy Girls (1993) (V)
- Anal Intruder 7 (1993) (V)
- Anal Sluts and Sweethearts II (1993) (V)
- Anal Urge (1993) (V)
- Beaver and Buttcheeks (1993) (V)
- Bedazzled (1993) (V)
- Behind the Backdoor 6 (1993) (V)
- Between the Cheeks III (1993) (V)
- Bigtown (1993) (V)
- Bikini Beach (1993) (V)
- Bikini Beach 2 (1993) (V)
- Bikini Beach 3 (1993) (V)
- Brother Act (1993) (V)
- Cheerleader Nurses (1993) (V)
- County Line (1993) (V)
- Death Dancers (1993)
- Dirty Little Lies (1993) (V)
- Double Down (1993) (V)
- Euphoria (1993) (V)
- Extreme Passion (1993) (V)
- For the Money 1 (1993) (V)
- Heidigate (1993) (V)
- Hot Property (1993) (V)
- Hot Tight Asses 2 (1993) (V)
- Hypnotic Passions (1993) (V)
- I Love Juicy (1993) (V)
- Let's Party (1993) (V)
- Loopholes (1993) (V)
- Love Potion (1993) (V)
- Madame Hollywood (1993) (V)
- Model's Memoirs (1993) (V)
- Pussyman (1993)
- Ready, Willing and Anal (1993) (V)
- Reflections of Rio (1993) (V)
- Return of the Cheerleader Nurses (1993) (V)
- Seven Good Women (1993) (V)
- Sexed (1993) (V)
- Sleepless (1993) (V)
- Slip of the Tongue (1993) (V)
- Stacked with Honors (1993) (V)
- Steal This Heart (1993) (V)
- Steal This Heart 2 (1993) (V)
- The Anal Diary of Misty Rain (1993) (V)
- The Bashful Blonde from Beautiful Bendover (1993) (V)
- The Bootieguard (1993) (V)
- The British Are Coming (1993) (V)
- The Butt Sisters (1993) (V)
- The Butt Sisters Do L.A. (1993) (V)
- The Frat Girl of Double D (1993) (V)
- The French Invasion (1993) (V)
- The Girls' Club (1993) (V)
- The Money Hole (1993) (V)
- The Smart Ass Delinquent (1993) (V)
- The Smart Ass Returns (1993) (V)
- The Tempest (1993) (V)
- Tight Ends in Motion (1993) (V)
- Unsolved Double Penetration (1993) (V)
- Vampire's Kiss (1993) (V)
- Voices in My Bed (1993) (V)
- Warm Pink (1993) (V)
- Washington D.P. (1993) (V)
- Whispered Lies (1993) (V)
- Willing Women (1993) (V)
- Caught from Behind 17 (1992) (V)
- Constant Craving (1992) (V)
- Face Dance (1992) (V)
- Face Dance 2 (1992) (V)
- Malibu Blue (1992) (V)
- Sodomania 2: More Tails (1992) (V)
- Splendor in the Ass 2 (1992) (V)
- Surroget Lover (1992) (V) .... Suzette
- The Last of the Muff Divers (1992) (V)
- The Young One: Part Five (1992) (V)
- Tight Pucker (1992) (V)
- Ultra Head (1992) (V)
- X-rated Blondes (1992) (V)